# Рябов, Сергей Иванович
Сергей Иванович Рябов (25 сентября 1921, Моршанка, Саратовская губерния — 23 января 1972, Куйбышев) — командир звена авиационного полка 92-го гвардейского штурмового авиационного полка (4-й гвардейской штурмовой авиационной дивизии 5-го штурмового авиационного корпуса, 5-й воздушной армии) участник Великой Отечественной войны, Герой Советского Союза.

## Биография
Родился 25 сентября 1921 года в селе Моршанка ныне Питерского района Саратовской области.
С 1938 года в Красной Армии. С 1943 года участник Великой Отечественной войны на Воронежском, 1 и 2-м Украинских фронтах. Совершил 142 боевых вылета.
Звание Героя Советского Союза с вручением ордена Ленина и медали «Золотая Звезда» присвоено 23 февраля 1945 года.
Умер 23 января 1972 года. Похоронен в Самаре на Безымянском кладбище.